# Anepsion jacobsoni
Anepsion jacobsoni là một loài nhện trong họ Araneidae.
Loài này thuộc chi Anepsion. Anepsion jacobsoni được Pater Chrysanthus miêu tả năm 1961.